# Slavko Duščak
Alojzij Duščak, meglio noto come Slavko (Lubiana, 2 gennaio 1974), è un ex cestista e allenatore di pallacanestro sloveno, fino al 1992 jugoslavo.

## Biografia
Il figlio Klemen è un giocatore di calcio a 5 della Nazionale slovena, il figlio Dan è un cestista.

## Carriera
Con la Slovenia ha disputato i Campionati europei del 2003.

## Palmarès
- Coppa di Slovenia: 4

Union Olimpija: 1997, 1998, 1999, 2000